# Powiat de Węgorzewo
Pour les articles homonymes, voir Węgorzewo (homonymie).
Le powiat de Węgorzewo (en polonais : powiat węgorzewski) est un powiat appartenant à la voïvodie de Varmie-Mazurie dans le nord-est de la Pologne.

## Division administrative
Le powiat comprend 3 communes :

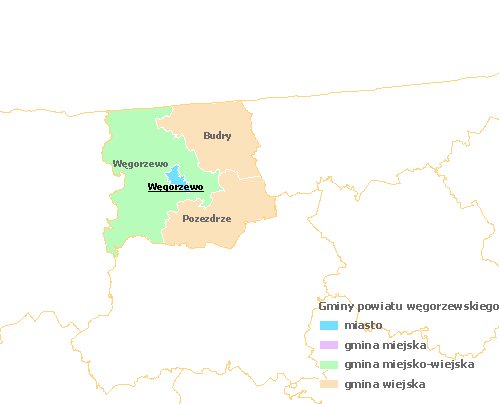
Carte du powiat (en polonais).

- 1 commune urbaine-rurale : Węgorzewo ;
- 2 communes rurales : Budry et Pozezdrze.